# 四条隆文
四条隆文（しじょう たかぶみ、元禄2年（1689年）6月22日 - 元文3年（1738年）8月9日）は、江戸時代中期の公卿。初名は四条隆春。

## 官歴
- 元禄15年（1702年）：侍従
- 正徳2年（1712年）：従五位上
- 正徳5年（1715年）：正五位下
- 享保元年（1716年）：左少将
- 享保3年（1718年）：従四位下
- 享保4年（1719年）：左中将
- 享保6年（1721年）：従四位上
- 享保8年（1723年）：正四位下
- 享保11年（1726年）：従三位
- 享保20年（1735年）：正三位、参議

## 系譜
- 父：四条隆安
- 養子：四条隆叙（正親町公通の七男）